# Hans Somers
Hans Somers (Malines, 9 marzo 1978) è un allenatore di calcio ed ex calciatore belga, di ruolo centrocampista.

## Palmarès

### Giocatore

#### Competizioni nazionali
- Campionato belga: 1

Lierse: 1996-1997
- Supercoppa del Belgio: 2

Lierse: 1997, 1999
- Coppa del Belgio: 1

Lierse: 1998-1999
- Coppa di Turchia: 2

Trabzonspor: 2002-2003, 2003-2004
- Supercoppa dei Paesi Bassi: 1

Utrecht: 2004